# Euroligue féminine de basket-ball 2024-2025
Navigation
2023-2024 2025-2026
L’Euroligue féminine est une compétition de basket-ball féminin rassemblant les meilleurs clubs d’Europe. La saison 2024-2025 en est la 67e édition, la 28e sous le nom d’Euroligue. Le Fenerbahçe Istanbul est le double tenant du titre et le favori à sa propre succession, mais est battu en demi-finales par l’USK Prague.
Le club tchèque remporte son second titre en battant en finale les Turques du Çukurova BK Mersin, offrant ainsi à son entraîneuse emblématique, Natália Hejková, un sixième titre européen juste avant sa retraite.

## Attribution des places par nation
L’attribution du nombre de places pour chaque nation est déterminé par le classement international fondé sur les résultats des trois saisons précédentes :
- Les nations classées du rang 1 à 4 peuvent qualifier trois équipes ;
- Les nations classées du rang 5 à 8 peuvent qualifier deux équipes ;
- Les nations classées du rang 9 à 10 peuvent qualifier une équipe directement pour la saison régulière ;
- Les nations classées au-delà de la 10e place peuvent qualifier une équipe pour le tour de qualification.

Si un club qualifié pour la saison régulière n’honore pas sa qualification, sa place sera accordée à un autre club.
| Rang | Pays            | Points | Équipes |
| ---- | --------------- | ------ | ------- |
| 1    | Turquie         | 250,00 | 3       |
| 2    | France          | 170,67 | 3       |
| 3    | Espagne         | 164,67 | 3       |
| 4    | Hongrie         | 113,33 | 3       |
| 5    | Italie          | 103,33 | 2       |
| 6    | Tchéquie        | 82,67  | 2       |
| 7    | Pologne         | 56,00  | 1       |
| 8    | Russie          | 42,00  | 0       |
| 9    | Belgique        | 28,67  | 0       |
| 10   | Grèce           | 21,67  | 1       |
| 11   | Grande-Bretagne | 21,33  | 0       |
| 12   | Lettonie        | 20,00  | 0       |
| 12   | Israël          | 20,00  | 0       |
| 14   | Roumanie        | 14,67  | 1       |

| Rang | Pays        | Points | Équipes |
| ---- | ----------- | ------ | ------- |
| 15   | Slovaquie   | 12,00  | 0       |
| 16   | Portugal    | 8,00   | 0       |
| 16   | Suisse      | 8,00   | 0       |
| 18   | Luxembourg  | 6,00   | 0       |
| 19   | Serbie      | 5,33   | 0       |
| 20   | Ukraine     | 5,00   | 0       |
| 21   | Allemagne   | 4,67   | 0       |
| 21   | Lituanie    | 4,67   | 0       |
| 23   | Croatie     | 3,33   | 0       |
| 24   | Biélorussie | 2,00   | 0       |
| 25   | Bulgarie    | 1,33   | 0       |
| 25   | Islande     | 1,33   | 0       |
| 27   | Norvège     | 0,67   | 0       |
| 27   | Suède       | 0,67   | 0       |

## Équipes participantes
| Saison régulière            | Saison régulière                |
| --------------------------- | ------------------------------- |
| Fenerbahçe IstanbulT (1er)  | ESB Villeneuve-d’Ascq LMF (1er) |
| Çukurova BK Mersin (6e)     | Tango Bourges Basket (VC, 2e)   |
| CB Avenida Salamanque (1er) | DVTK Miskolc (1er)              |
| Valence Basket (VC, 2e)     | SERCO Uni Győr (2e)             |
| Reyer Venise-Mestre (1er)   | USK Prague (1er)                |
| Famila Schio (2e)           | Olympiakós Le Pirée (1er)       |
| MKS Polkowice (1er)         |                                 |
| Tour de qualification       |                                 |
| Basket LandesS (3e)         | Casademont SaragosseS (3e)      |
| KSC SzekszárdS (4e)         | Beşiktaş JK Istanbul (2e)       |
| CSM Constanța (1er)         | BK Žabiny Brno (2e)             |

Légende
- entre parenthèses : classement de l’équipe dans son championnat national lors de la saison régulière précédente ;
- T : tenant du titre ;
- EC : tenant du titre de l’Eurocoupe ;
- VC : vainqueur de la coupe nationale ;
- S : équipe tête de série lors du tour de qualification.

## Système de compétition
Cette saison marque un changement de format de la compétition : la saison régulière se déroulera en deux tours et les playoffs marqueront l’arrivée des barrages, suivis d’une Finale à six, remplaçant la traditionnelle Finale à quatre.

### Tirage au sort
La composition des chapeaux est annoncée le 15 juillet 2024. Le tirage au sort s’est tenu à Munich le 18 juillet 2024.
Chaque groupe de saison régulière ne peut comporter qu’un club du même pays.
| Chapeau 1                                                                | Chapeau 2                                                                  | Chapeau 3                                                          | Chapeau 4                                       |
| ------------------------------------------------------------------------ | -------------------------------------------------------------------------- | ------------------------------------------------------------------ | ----------------------------------------------- |
| Fenerbahçe IstanbulT USK Prague Çukurova BK Mersin CB Avenida Salamanque | Famila Schio ESB Villeneuve-d’Ascq LMF Tango Bourges Basket Valence Basket | Reyer Venise-Mestre DVTK Miskolc MKS Polkowice Olympiakós Le Pirée | SERCO Uni Győr Qualifié 1 Qualifié 2 Qualifié 3 |

## Tour de qualification
Les matches allers se jouent le 18 septembre chez l’équipe 2, les matches retours le 25 septembre 2024 chez l’équipe 1 tête de série.
Les équipes gagnantes accèdent à la saison régulière de l’Euroligue, tandis que les perdantes sont reversées en Eurocoupe.
| Équipe 1             | Score   | Équipe 2             | Aller  | Retour |
| -------------------- | ------- | -------------------- | ------ | ------ |
| KSC Szekszárd        | 139–147 | BK Žabiny Brno       | 66–*67 | *73–80 |
| Casademont Saragosse | 146–109 | CSM Constanța        | 75–*57 | *71–52 |
| Basket Landes        | 164–128 | Beşiktaş JK Istanbul | 84–*70 | *80–58 |

- Le gagnant de la confrontation est qualifié pour la saison régulière.
- Le perdant est éliminé et est reversé dans la phase de poule de l’Eurocoupe.

## Saison régulière
Si plusieurs équipes sont ex-æquo à la fin de la saison régulière, elles sont départagées selon les critères suivants :
1. bilan (victoires-défaites) lors de leurs confrontations ;
2. différence de points lors de leurs confrontations ;
3. points marqués lors de leurs confrontations ;
4. différence de points sur l’ensemble de la saison régulière ;
5. points marqués sur l’ensemble de la saison régulière.

### Premier tour
- Les trois premières équipes de chaque groupe sont qualifiées pour le deuxième tour.
- Les équipes classées 4e de chaque groupe sont éliminées et reversées dans les playoffs de l’Eurocoupe.

#### Groupe A
| Rang | Équipe                | Pts | J | G | P | Pp  | Pc  | Diff |  | Résultats (dom.\ext.) | LAN   | SCH   | SAL   | MIS   |
| ---- | --------------------- | --- | - | - | - | --- | --- | ---- |  | --------------------- | ----- | ----- | ----- | ----- |
| 1    | Basket LandesQ (+5)   | 10  | 6 | 4 | 2 | 360 | 372 | -12  |  | Basket LandesQ (+5)   |       | 68-59 | 59-58 | 55-54 |
| 2    | Famila Schio (–5)     | 10  | 6 | 4 | 2 | 428 | 382 | 46   |  | Famila Schio (–5)     | 64-60 |       | 92-58 | 71-57 |
| 3    | CB Avenida Salamanque | 9   | 6 | 3 | 3 | 401 | 401 | 0    |  | CB Avenida Salamanque | 81-52 | 69-79 |       | 67-55 |
| 4    | DVTK Miskolc          | 7   | 6 | 1 | 5 | 356 | 390 | -34  |  | DVTK Miskolc          | 56-66 | 70-63 | 64-68 |       |

#### Groupe B
| Rang | Équipe               | Pts | J | G | P | Pp  | Pc  | Diff |  | Résultats (dom.\ext.) | MER   | BOU   | BRN   | OLY   |
| ---- | -------------------- | --- | - | - | - | --- | --- | ---- |  | --------------------- | ----- | ----- | ----- | ----- |
| 1    | Çukurova BK Mersin   | 12  | 6 | 6 | 0 | 477 | 386 | 91   |  | Çukurova BK Mersin    |       | 80-76 | 88-74 | 87-58 |
| 2    | Tango Bourges Basket | 10  | 6 | 4 | 2 | 488 | 407 | 81   |  | Tango Bourges Basket  | 66-77 |       | 91-70 | 82-62 |
| 3    | BK Žabiny BrnoQ      | 8   | 6 | 2 | 4 | 423 | 453 | -30  |  | BK Žabiny BrnoQ       | 45-64 | 65-85 |       | 92-61 |
| 4    | Olympiakós Le Pirée  | 6   | 6 | 0 | 6 | 365 | 507 | -142 |  | Olympiakós Le Pirée   | 67-81 | 53-88 | 64-77 |       |

#### Groupe C
| Rang | Équipe                          | Pts | J | G | P | Pp  | Pc  | Diff |  | Résultats (dom.\ext.)           | FEN   | SAR   | POL    | VDA   |
| ---- | ------------------------------- | --- | - | - | - | --- | --- | ---- |  | ------------------------------- | ----- | ----- | ------ | ----- |
| 1    | Fenerbahçe IstanbulT            | 12  | 6 | 6 | 0 | 520 | 409 | 111  |  | Fenerbahçe IstanbulT            |       | 84-64 | 90-61  | 95-75 |
| 2    | Casademont SaragosseQ           | 10  | 6 | 4 | 2 | 418 | 412 | 6    |  | Casademont SaragosseQ           | 69-80 |       | 76-73  | 68-59 |
| 3    | MKS Polkowice (+10)             | 7   | 6 | 1 | 5 | 458 | 491 | -33  |  | MKS Polkowice (+10)             | 88-90 | 63-72 |        | 90-63 |
| 4    | ESB Villeneuve-d’Ascq LMF (–10) | 7   | 6 | 1 | 5 | 402 | 486 | -84  |  | ESB Villeneuve-d’Ascq LMF (–10) | 52-81 | 53-69 | 100-83 |       |

#### Groupe D
| Rang | Équipe              | Pts | J | G | P | Pp  | Pc  | Diff |  | Résultats (dom.\ext.) | VAL   | PRA   | VEN    | GYŐ   |
| ---- | ------------------- | --- | - | - | - | --- | --- | ---- |  | --------------------- | ----- | ----- | ------ | ----- |
| 1    | Valence Basket      | 11  | 6 | 5 | 1 | 457 | 406 | 51   |  | Valence Basket        |       | 80-62 | 83-72  | 74-59 |
| 2    | USK Prague          | 10  | 6 | 4 | 2 | 475 | 442 | 33   |  | USK Prague            | 64-67 |       | 100-85 | 82-68 |
| 3    | Reyer Venise-Mestre | 9   | 6 | 3 | 3 | 460 | 463 | -3   |  | Reyer Venise-Mestre   | 75-67 | 66-86 |        | 82-68 |
| 4    | SERCO Uni Győr      | 6   | 6 | 0 | 6 | 404 | 485 | -81  |  | SERCO Uni Győr        | 76-81 | 74-86 | 59-80  |       |

### Deuxième tour
- Équipes qualifiées pour les barrages aux demi-finales
- Équipes qualifiées pour les barrages aux quarts de finale
- Équipes éliminées
- Q : Équipes issues des qualifications

#### Groupe E
| Rang | Équipe                | Pts | J  | G  | P | Pp  | Pc  | Diff |  | Résultats (dom.\ext.) | MER   | SCH   | BOU   | LAN   | SAL   | BRN   |
| ---- | --------------------- | --- | -- | -- | - | --- | --- | ---- |  | --------------------- | ----- | ----- | ----- | ----- | ----- | ----- |
| 1    | Çukurova BK Mersin    | 23  | 12 | 11 | 1 | 935 | 776 | 159  |  | Çukurova BK Mersin    |       | 86-52 | 80-76 | 74-67 | 79-62 | 88-74 |
| 2    | Famila Schio          | 21  | 12 | 9  | 3 | 872 | 812 | 60   |  | Famila Schio          | 83-71 |       | 67-62 | 64-60 | 92-58 | 76-68 |
| 3    | Tango Bourges Basket  | 19  | 12 | 7  | 5 | 912 | 813 | 99   |  | Tango Bourges Basket  | 66-77 | 72-84 |       | 75-61 | 80-67 | 91-70 |
| 4    | Basket LandesQ        | 18  | 12 | 6  | 6 | 758 | 796 | -38  |  | Basket LandesQ        | 53-73 | 68-59 | 76-73 |       | 59-58 | 76-60 |
| 5    | CB Avenida Salamanque | 17  | 12 | 5  | 7 | 783 | 818 | -35  |  | CB Avenida Salamanque | 73-75 | 69-79 | 51-62 | 81-52 |       | 64-58 |
| 6    | BK Žabiny BrnoQ       | 15  | 12 | 3  | 9 | 812 | 881 | -69  |  | BK Žabiny BrnoQ       | 45-64 | 71-82 | 65-85 | 69-65 | 63-65 |       |

#### Groupe F
| Rang | Équipe                     | Pts | J  | G  | P | Pp  | Pc  | Diff |  | Résultats (dom.\ext.)      | FEN   | VAL   | PRA   | SAR     | VEN    | POL   |
| ---- | -------------------------- | --- | -- | -- | - | --- | --- | ---- |  | -------------------------- | ----- | ----- | ----- | ------- | ------ | ----- |
| 1    | Fenerbahçe IstanbulT       | 20  | 10 | 10 | 0 | 823 | 649 | 174  |  | Fenerbahçe IstanbulT       |       | 92-56 | 75-71 | 84-64   | 86-66  | 90-61 |
| 2    | Valence Basket             | 17  | 10 | 7  | 3 | 753 | 732 | 21   |  | Valence Basket             | 71-88 |       | 82-60 | 90-82ap | 83-72  | -     |
| 3    | USK Prague (+1)            | 15  | 10 | 5  | 5 | 740 | 719 | 21   |  | USK Prague (+1)            | 54-63 | 64-67 |       | 72-66   | 100-85 | 82-45 |
| 4    | Casademont SaragosseQ (–1) | 15  | 10 | 5  | 5 | 663 | 680 | -17  |  | Casademont SaragosseQ (–1) | 69-80 | 64-79 | 73-68 |         | 64-56  | 76-73 |
| 5    | Reyer Venise-Mestre        | 13  | 10 | 3  | 7 | 692 | 736 | -44  |  | Reyer Venise-Mestre        | 71-79 | 75-67 | 66-86 | 39-44   |        | -     |
| 6    | MKS Polkowice              | 8   | 7  | 1  | 6 | 559 | 639 | -80  |  | MKS Polkowice              | 88-90 | 56-66 | -     | 63-72   | -      |       |

1. 1 2  Le 4 janvier 2025, est officialisé le forfait général de l’équipe polonaise de Polkowice en raison de problèmes financiers. Tous les résultats du club dans la compétition cette saison sont annulés[6].

## Phases finales

Le pavillon Príncipe Felipe de Saragosse, hôte de la Finale à Six.

### Barrages
Les quatre premières équipes du deuxième tour sont qualifiées pour les barrages (play-ins) afin de déterminer les participants au Final 6.

#### Barrages pour les demi-finales
Les deux premières équipes de chaque poule s’affrontent dans des rencontres croisées. L’équipe la mieux placée reçoit au match retour. Le vainqueur de chaque série se qualifie automatiquement pour les demi-finales, le perdant dispute quant à lui les quarts de finale.
| Équipe 1            | Score   | Équipe 2       | Aller  | Retour |
| ------------------- | ------- | -------------- | ------ | ------ |
| Çukurova BK Mersin  | 149–166 | Valence Basket | 57–*89 | *92–77 |
| Fenerbahçe Istanbul | 150–140 | Famila Schio   | 86–*80 | *64–60 |

- Le gagnant de la confrontation est directement qualifié pour les demi-finales.
- Le perdant passe par les quarts de finale.

#### Barrages pour les quarts de finale
Les équipes terminant troisièmes et quatrièmes de chaque poule s’affrontent dans des rencontres croisées. L’équipe la mieux placée reçoit au match retour. Le vainqueur de chaque série se qualifie pour les quarts de finale, le perdant est éliminé.
| Équipe 1             | Score   | Équipe 2              | Aller  | Retour |
| -------------------- | ------- | --------------------- | ------ | ------ |
| USK Prague           | 141–111 | Basket LandesQ        | 72–*68 | *69–43 |
| Tango Bourges Basket | 139–128 | Casademont SaragosseQ | 75–*55 | *64–73 |

- Le gagnant de la confrontation est qualifié pour les quarts de finale.
- Le perdant est éliminé.

### Finale à six
Début décembre, Saragosse est annoncée comme ville-hôte du Final 6 pour trois éditions consécutives.
|  | Quarts de finale | Quarts de finale     | Quarts de finale                    | Quarts de finale   |                                    |                               | Demi-finales                        | Demi-finales                        | Demi-finales                        | Demi-finales                        |                                  |                                  | Finale                           | Finale                           | Finale                           | Finale                           |
|  |                  |                      |                                     |                    |                                    |                               |                                     |                                     |                                     |                                     |                                  |                                  |                                  |                                  |                                  |                                  |
|  |                  |                      |                                     |                    |                                    |                               | 11 avril 2025 à 20 h 30 – Saragosse | 11 avril 2025 à 20 h 30 – Saragosse | 11 avril 2025 à 20 h 30 – Saragosse | 11 avril 2025 à 20 h 30 – Saragosse |                                  |                                  | 13 avril 2025 à 20 h – Saragosse | 13 avril 2025 à 20 h – Saragosse | 13 avril 2025 à 20 h – Saragosse | 13 avril 2025 à 20 h – Saragosse |
|  |                  |                      |                                     |                    |                                    |                               | 11 avril 2025 à 20 h 30 – Saragosse | 11 avril 2025 à 20 h 30 – Saragosse | 11 avril 2025 à 20 h 30 – Saragosse | 11 avril 2025 à 20 h 30 – Saragosse |                                  |                                  | 13 avril 2025 à 20 h – Saragosse | 13 avril 2025 à 20 h – Saragosse | 13 avril 2025 à 20 h – Saragosse | 13 avril 2025 à 20 h – Saragosse |
|  |                  |                      |                                     |                    |                                    |                               | 11 avril 2025 à 20 h 30 – Saragosse | 11 avril 2025 à 20 h 30 – Saragosse | 11 avril 2025 à 20 h 30 – Saragosse | 11 avril 2025 à 20 h 30 – Saragosse |                                  |                                  | 13 avril 2025 à 20 h – Saragosse | 13 avril 2025 à 20 h – Saragosse | 13 avril 2025 à 20 h – Saragosse | 13 avril 2025 à 20 h – Saragosse |
|  |                  |                      |                                     |                    |                                    |                               | 11 avril 2025 à 20 h 30 – Saragosse | 11 avril 2025 à 20 h 30 – Saragosse | 11 avril 2025 à 20 h 30 – Saragosse | 11 avril 2025 à 20 h 30 – Saragosse |                                  |                                  | 13 avril 2025 à 20 h – Saragosse | 13 avril 2025 à 20 h – Saragosse | 13 avril 2025 à 20 h – Saragosse | 13 avril 2025 à 20 h – Saragosse |
|  |                  |                      |                                     |                    |                                    |                               | 11 avril 2025 à 20 h 30 – Saragosse | 11 avril 2025 à 20 h 30 – Saragosse | 11 avril 2025 à 20 h 30 – Saragosse | 11 avril 2025 à 20 h 30 – Saragosse |                                  |                                  | 13 avril 2025 à 20 h – Saragosse | 13 avril 2025 à 20 h – Saragosse | 13 avril 2025 à 20 h – Saragosse | 13 avril 2025 à 20 h – Saragosse |
|  | F2               | Valence Basket       | 66                                  | 66                 |                                    |                               |                                     |                                     |                                     |                                     |                                  |                                  | 13 avril 2025 à 20 h – Saragosse | 13 avril 2025 à 20 h – Saragosse | 13 avril 2025 à 20 h – Saragosse | 13 avril 2025 à 20 h – Saragosse |
|  | F2               | Valence Basket       | 66                                  | 66                 | 9 avril 2025 à 20 h 30 – Saragosse |                               |                                     |                                     |                                     |                                     |                                  |                                  | 13 avril 2025 à 20 h – Saragosse | 13 avril 2025 à 20 h – Saragosse | 13 avril 2025 à 20 h – Saragosse | 13 avril 2025 à 20 h – Saragosse |
|  |                  |                      | E1                                  | Çukurova BK Mersin | 68                                 | 68                            |                                     |                                     |                                     |                                     |                                  |                                  | 13 avril 2025 à 20 h – Saragosse | 13 avril 2025 à 20 h – Saragosse | 13 avril 2025 à 20 h – Saragosse | 13 avril 2025 à 20 h – Saragosse |
|  | E1               | Çukurova BK Mersin   | E1                                  | Çukurova BK Mersin | 68                                 | 68                            | 66                                  | 66                                  |                                     |                                     |                                  |                                  | 13 avril 2025 à 20 h – Saragosse | 13 avril 2025 à 20 h – Saragosse | 13 avril 2025 à 20 h – Saragosse | 13 avril 2025 à 20 h – Saragosse |
|  | E1               | Çukurova BK Mersin   | 11 avril 2025 à 17 h 30 – Saragosse |                    |                                    |                               | 66                                  | 66                                  |                                     |                                     |                                  |                                  | 13 avril 2025 à 20 h – Saragosse | 13 avril 2025 à 20 h – Saragosse | 13 avril 2025 à 20 h – Saragosse | 13 avril 2025 à 20 h – Saragosse |
|  | E3               | Tango Bourges Basket | 59                                  | 59                 |                                    |                               |                                     |                                     |                                     |                                     |                                  |                                  | 13 avril 2025 à 20 h – Saragosse | 13 avril 2025 à 20 h – Saragosse | 13 avril 2025 à 20 h – Saragosse | 13 avril 2025 à 20 h – Saragosse |
|  | E3               | Tango Bourges Basket | 59                                  | 59                 | E1                                 | Çukurova BK Mersin            | 53                                  | 53                                  |                                     |                                     |                                  |                                  |                                  |                                  |                                  |                                  |
|  |                  |                      |                                     |                    | E1                                 | Çukurova BK Mersin            | 53                                  | 53                                  |                                     |                                     |                                  |                                  |                                  |                                  |                                  |                                  |
|  |                  |                      | F3                                  | USK Prague         | 66                                 | 66                            |                                     |                                     |                                     |                                     |                                  |                                  |                                  |                                  |                                  |                                  |
|  |                  |                      |                                     |                    | 66                                 | 66                            |                                     |                                     |                                     |                                     |                                  |                                  |                                  |                                  |                                  |                                  |
|  |                  |                      |                                     |                    |                                    |                               |                                     |                                     |                                     |                                     |                                  |                                  |                                  |                                  |                                  |                                  |
|  |                  |                      |                                     |                    |                                    |                               |                                     |                                     |                                     |                                     |                                  |                                  |                                  |                                  |                                  |                                  |
|  | F1               | Fenerbahçe IstanbulT | 71                                  | 71                 | Match pour la troisième place      | Match pour la troisième place | Match pour la troisième place       | Match pour la troisième place       |                                     |                                     |                                  |                                  |                                  |                                  |                                  |                                  |
|  | F1               | Fenerbahçe IstanbulT | 71                                  | 71                 | Match pour la troisième place      | Match pour la troisième place | Match pour la troisième place       | Match pour la troisième place       | 9 avril 2025 à 17 h 30 – Saragosse  |                                     |                                  |                                  |                                  |                                  |                                  |                                  |
|  |                  |                      | F3                                  | USK Prague         | 91                                 | 91                            |                                     |                                     | 13 avril 2025 à 17 h – Saragosse    | 13 avril 2025 à 17 h – Saragosse    | 13 avril 2025 à 17 h – Saragosse | 13 avril 2025 à 17 h – Saragosse |                                  |                                  |                                  |                                  |
|  | E2               | Famila Schio         | F3                                  | USK Prague         | 91                                 | 91                            | 72                                  | 72                                  | 13 avril 2025 à 17 h – Saragosse    | 13 avril 2025 à 17 h – Saragosse    | 13 avril 2025 à 17 h – Saragosse | 13 avril 2025 à 17 h – Saragosse |                                  |                                  |                                  |                                  |
|  | E2               | Famila Schio         |                                     |                    |                                    |                               |                                     | 72                                  |                                     |                                     | F2                               | Valence Basket                   | 49                               | 49                               |                                  |                                  |
|  | F3               | USK Prague           | 79                                  | 79                 |                                    |                               |                                     |                                     |                                     |                                     | F2                               | Valence Basket                   | 49                               | 49                               |                                  |                                  |
|  | F3               | USK Prague           | 79                                  | 79                 | F1                                 | Fenerbahçe IstanbulT          | 59                                  | 59                                  |                                     |                                     |                                  |                                  |                                  |                                  |                                  |                                  |
|  |                  |                      |                                     |                    |                                    |                               |                                     |                                     |                                     |                                     |                                  |                                  |                                  |                                  |                                  |                                  |

#### Vainqueur
| Championnes de l’Euroligue 2024–2025 |
| --- |
| USK Prague 2e titre - 1 Mariana Přibylová - 2 Karolína Petlanová - 3 Teja Oblak - 4 Gabriela Andělová - 5 Maite Cazorla - 8 Veronika Voráčková (en) - 10 María Conde - 11 Valériane Ayayi - 12 Tereza Vyoralová - 13 Ezi Magbegor - 14 Emese Hof - 15 Viktorie Štaflová - 20 Isabelle Harrison - 21 Veronika Šípová - 22 Natálie Kouchá - 42 Brionna Jones - Entraîneuse : Natália Hejková - Assistants : Jan Pavlík, Martin Bašta |

## Récompenses

### Trophées de la saison
| Récompenses de la saison    | Récompenses de la saison | Récompenses de la saison |
| Récompense                  | Joueuse                  | Équipe                   |
| --------------------------- | ------------------------ | ------------------------ |
| Meilleure joueuse           | Emma Meesseman           | Fenerbahçe Istanbul      |
| Meilleure défenseuse        | Gabby Williams           | Fenerbahçe Istanbul      |
| Meilleure jeune             | Iyana Martín             | CB Avenida Salamanque    |
| Meilleur entraîneur         | Rubén Burgos             | Valence Basket           |
| Meilleur cinq majeur        | María Conde              | USK Prague               |
| Meilleur cinq majeur        | Alina Iahoupova          | Valence Basket           |
| Meilleur cinq majeur        | Gabby Williams           | Fenerbahçe Istanbul      |
| Meilleur cinq majeur        | Iliana Rupert            | Çukurova BK Mersin       |
| Meilleur cinq majeur        | Emma Meesseman           | Fenerbahçe Istanbul      |
| Second cinq majeur          | Julie Allemand           | Fenerbahçe Istanbul      |
| Second cinq majeur          | Yvonne Anderson          | Çukurova BK Mersin       |
| Second cinq majeur          | Dorka Juhász             | Famila Schio             |
| Second cinq majeur          | Brionna Jones            | USK Prague               |
| Second cinq majeur          | Natasha Howard           | Çukurova BK Mersin       |
| Troisième cinq majeur       | Pauline Astier           | Tango Bourges Basket     |
| Troisième cinq majeur       | Mariona Ortiz            | Casademont Saragosse     |
| Troisième cinq majeur       | Valériane Ayayi          | USK Prague               |
| Troisième cinq majeur       | Janelle Salaün           | Famila Schio             |
| Troisième cinq majeur       | Amy Okonkwo              | Tango Bourges Basket     |
| Récompense de la Finale à 6 |                          |                          |
| Meilleure joueuse           | Brionna Jones            | USK Prague               |
| All-star five               | Gabby Williams           | Fenerbahçe Istanbul      |
| All-star five               | Valériane Ayayi          | USK Prague               |
| All-star five               | Ezi Magbegor             | USK Prague               |
| All-star five               | Natasha Howard           | Çukurova BK Mersin       |
| All-star five               | Brionna Jones            | USK Prague               |

### Trophées mensuels

#### Meilleure joueuse du mois
| Mois     | Joueur               | Équipe                    |
| -------- | -------------------- | ------------------------- |
| Octobre  | Emma Meesseman (1/2) | Fenerbahçe Istanbul (1/3) |
| Novembre | María Conde (1/1)    | USK Prague (1/1)          |
| Décembre | Gabby Williams (1/1) | Fenerbahçe Istanbul (2/3) |
| Janvier  | Dorka Juhász (1/1)   | Famila Schio (1/1)        |
| Février  | Emma Meesseman (2/2) | Fenerbahçe Istanbul (3/3) |

#### Meilleure équipe du mois
| Mois     | PG                                             | SG                                             | SF                                             | PF                                             | C                                             |
| -------- | ---------------------------------------------- | ---------------------------------------------- | ---------------------------------------------- | ---------------------------------------------- | --------------------------------------------- |
| Octobre  | Gabby Williams (1/4) Fenerbahçe Istanbul (1/9) | María Conde (1/2) USK Prague (1/5)             | Janelle Salaün (1/1) Famila Schio (1/2)        | Emma Meesseman (1/4) Fenerbahçe Istanbul (2/9) | Natasha Howard (1/1) Çukurova BK Mersin (1/5) |
| Novembre | Queralt Casas (1/1) Valence Basket (1/3)       | Helena Pueyo (1/1) Casademont Saragosse (1/1)  | María Conde (2/2) USK Prague (2/5)             | Emma Meesseman (2/4) Fenerbahçe Istanbul (3/9) | Brionna Jones (1/2) USK Prague (3/5)          |
| Décembre | Yvonne Anderson (1/1) Çukurova BK Mersin (2/5) | Gabby Williams (2/4) Fenerbahçe Istanbul (4/9) | Valériane Ayayi (1/1) USK Prague (4/5)         | Stephanie Mavunga (1/1) Valence Basket (2/3)   | Iliana Rupert (1/2) Çukurova BK Mersin (3/5)  |
| Janvier  | Julie Allemand (1/1) Fenerbahçe Istanbul (5/9) | Gabby Williams (3/4) Fenerbahçe Istanbul (6/9) | Emma Meesseman (3/4) Fenerbahçe Istanbul (7/9) | Dorka Juhász (1/1) Famila Schio (2/2)          | Iliana Rupert (2/2) Çukurova BK Mersin (4/5)  |
| Février  | Marine Fauthoux (1/1) Çukurova BK Mersin (5/5) | Gabby Williams (4/4) Fenerbahçe Istanbul (8/9) | Kayla Alexander (1/1) Valence Basket (3/3)     | Emma Meesseman (4/4) Fenerbahçe Istanbul (9/9) | Brionna Jones (2/2) USK Prague (5/5)          |

### Trophées hebdomadaires

#### Meilleure équipe par journée de la saison régulière
| J. | PG                                               | SG                                        | SF                                                | PF                                               | C                                               |
| -- | ------------------------------------------------ | ----------------------------------------- | ------------------------------------------------- | ------------------------------------------------ | ----------------------------------------------- |
| 1  | Marine Fauthoux (1/2) Çukurova BK Mersin (1/16)  | Eliška Hamzová (1/3) BK Žabiny Brno (1/5) | Janelle Salaün (1/1) Famila Schio (1/8)           | Emma Meesseman (1/8) Fenerbahçe Istanbul (1/14)  | Lorela Cubaj (1/1) Umana Reyer Venezia (1/2)    |
| 2  | Eliška Hamzová (2/3) BK Žabiny Brno (2/5)        | María Conde (1/4) USK Prague (1/15)       | Sika Koné (1/1) CB Avenida Salamanque (1/1)       | Emma Cannon (1/3) MKS Polkowice (1/5)            | Emma Meesseman (2/8) Fenerbahçe Istanbul (2/14) |
| 3  | Alexis Peterson (1/1) MKS Polkowice (2/5)        | María Conde (2/4) USK Prague (2/15)       | Kariata Diaby (1/1) Tango Bourges Basket (1/7)    | Natasha Howard (1/4) Çukurova BK Mersin (2/16)   | Emma Cannon (2/3) MKS Polkowice (3/5)           |
| 4  | Pauline Astier (1/2) Tango Bourges Basket (2/7)  | Kitija Laksa (1/3) Famila Schio (2/8)     | Natasha Howard (2/4) Çukurova BK Mersin (3/16)    | Emma Meesseman (3/8) Fenerbahçe Istanbul (3/14)  | Anete Šteinberga (2/2) MKS Polkowice (4/5)      |
| 5  | Carla Leite (1/1) ESB Villeneuve-d’Ascq LM (1/2) | Leticia Romero (1/2) Valence Basket (1/5) | Valériane Ayayi (1/3) USK Prague (3/15)           | Kelsey Bone (1/1) ESB Villeneuve-d’Ascq LM (2/2) | Brionna Jones (1/5) USK Prague (4/15)           |
| 6  | Maite Cazorla (1/1) USK Prague (5/15)            | Maria Conde (3/4) USK Prague (6/15)       | Dragana Stanković (1/1) Umana Reyer Venezia (2/2) | María Araújo (1/1) Çukurova BK Mersin (4/16)     | Emma Meesseman (4/8) Fenerbahçe Istanbul (4/14) |

#### Meilleure équipe par journée du deuxième tour
| J. | PG                                               | SG                                                | SF                                             | PF                                              | C                                             |
| -- | ------------------------------------------------ | ------------------------------------------------- | ---------------------------------------------- | ----------------------------------------------- | --------------------------------------------- |
| 1  | Yvonne Anderson (1/4) Çukurova BK Mersin (5/16)  | Yvonne Turner (1/1) Valence Basket (2/5)          | Stephanie Kostowicz (1/2) BK Žabiny Brno (3/5) | Emma Cannon (3/3) MKS Polkowice (5/5)           | Brionna Jones (2/5) USK Prague (7/15)         |
| 2  | María Conde (4/4) USK Prague (8/15)              | Gabby Williams (1/3) Fenerbahçe Istanbul (5/14)   | Amy Okonkwo (1/4) Tango Bourges Basket (3/7)   | Natasha Howard (3/4) Çukurova BK Mersin (6/16)  | Iliana Rupert (1/2) Çukurova BK Mersin (7/16) |
| 3  | Yvonne Anderson (2/4) Çukurova BK Mersin (8/16)  | Gabby Williams (2/3) Fenerbahçe Istanbul (6/14)   | Amy Okonkwo (2/4) Tango Bourges Basket (4/7)   | Natasha Howard (4/4) Çukurova BK Mersin (9/16)  | Dorka Juhász (1/4) Famila Schio (3/8)         |
| 4  | Yvonne Anderson (3/4) Çukurova BK Mersin (10/16) | Eliška Hamzová (3/3) BK Žabiny Brno (4/5)         | Stephanie Kostowicz (2/2) BK Žabiny Brno (5/5) | Iliana Rupert (2/2) Çukurova BK Mersin (11/16)  | Dorka Juhász (2/4) Famila Schio (4/8)         |
| 5  | Leticia Romero (2/2) Valence Basket (3/5)        | Kitija Laksa (2/3) Famila Schio (5/8)             | Amy Okonkwo (3/4) Tango Bourges Basket (5/7)   | Emma Meesseman (5/8) Fenerbahçe Istanbul (7/14) | Dorka Juhász (3/4) Famila Schio (6/8)         |
| 6  | Julie Allemand (1/2) Fenerbahçe Istanbul (8/14)  | Bridget Carleton (1/2) Çukurova BK Mersin (12/16) | Valériane Ayayi (2/3) USK Prague (9/15)        | Emma Meesseman (6/8) Fenerbahçe Istanbul (9/14) | Dorka Juhász (4/4) Famila Schio (7/8)         |

#### Meilleure équipe par tour des play-offs
| Tour             | PG                                                | SG                                                | SF                                               | PF                                               | C                                               |
| ---------------- | ------------------------------------------------- | ------------------------------------------------- | ------------------------------------------------ | ------------------------------------------------ | ----------------------------------------------- |
| Play-ins Match 1 | Sevgi Uzun (1/1) Fenerbahçe Istanbul (10/14)      | Alina Iahoupova (1/1) Valence Basket (4/5)        | Gabby Williams (3/3) Fenerbahçe Istanbul (11/14) | Emma Meesseman (7/8) Fenerbahçe Istanbul (12/14) | Brionna Jones (3/5) USK Prague (10/15)          |
| Play-ins Match 2 | Kitija Laksa (3/3) Famila Schio (8/8)             | Bridget Carleton (2/2) Çukurova BK Mersin (13/16) | Amy Okonkwo (4/4) Tango Bourges Basket (6/7)     | Emma Meesseman (8/8) Fenerbahçe Istanbul (13/14) | Ezi Magbegor (1/2) USK Prague (11/15)           |
| Quart de finale  | Karlie Samuelson (1/1) Çukurova BK Mersin (14/16) | Brionna Jones (4/5) USK Prague (12/15)            | Valériane Ayayi (3/3) USK Prague (13/15)         | Yvonne Anderson (4/4) Çukurova BK Mersin (15/16) | Pauline Astier (2/2) Tango Bourges Basket (7/7) |
| Demi-finale      | Julie Allemand (2/2) Fenerbahçe Istanbul (14/14)  | Marine Fauthoux (2/2) Çukurova BK Mersin (16/16)  | Kayla Alexander (1/1) Valence Basket (5/5)       | Ezi Magbegor (2/2) USK Prague (14/15)            | Brionna Jones (5/5) USK Prague (15/15)          |